# Las Bases
Las Bases fue una revista argentina editada entre noviembre de 1971 y agosto de 1975. Era una publicación partidaria del Partido Justicialista, y presentaba contenidos con una fuerte carga de orientación peronista. Contó con una fuerte influencia de José López Rega. 
Comenzó como una publicación quincenal, y luego pasó a ser semanal.